# Eastblok Music
Eastblok Music — німецький лейбл звукозапису. Лейбл орієнтується в основному на виконавців з Східної Європи (слоган компанії — Reals Sound of Eastern Europe). 
Серед команд які мають справу з фірмою є скандальний російський гурт «Ленінград», українці «Гайдамаки», румуни «Shukar Collective» та інші.